# 카오산 거리

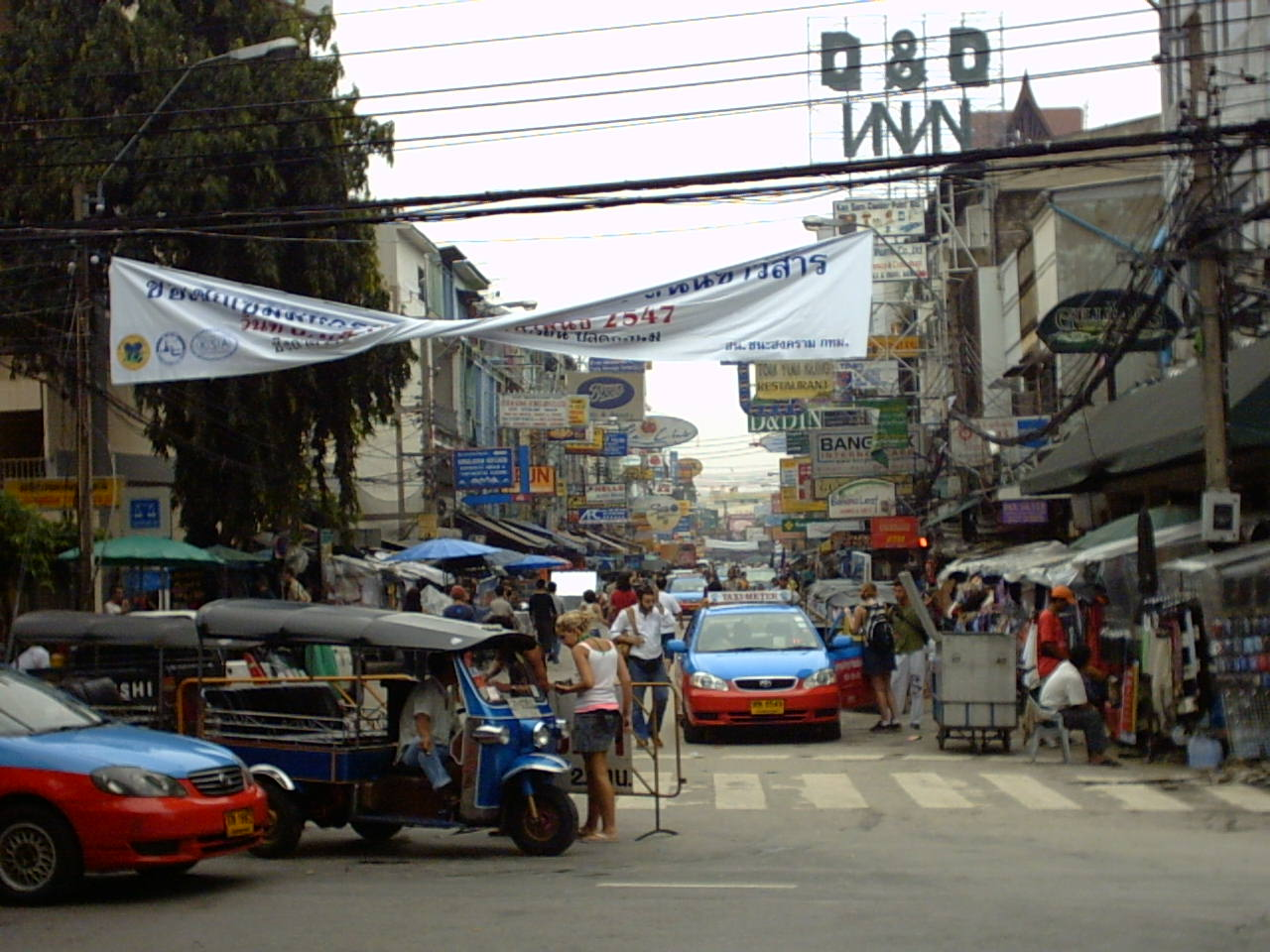
카오산 로드의 낮

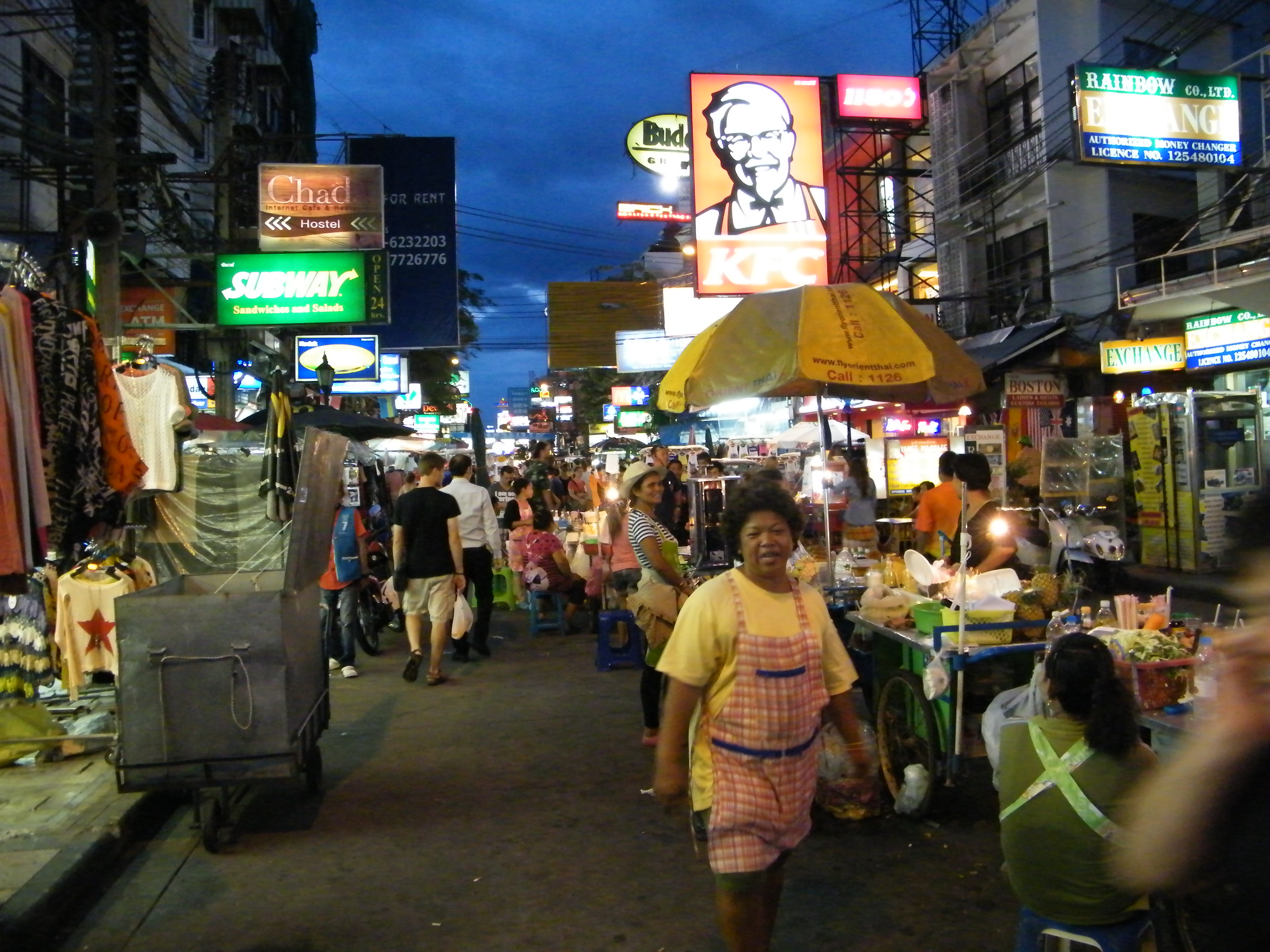
카오산 로드의 밤

카오산 거리(태국어: ถนนข้าวสาร, Khaosan Road)는 태국 방콕 시내 프라나콘 방람푸 지역에 있는 짧은 거리 이름이다. 카오산 로드는 300m도 채 안 되는 거리이나, 전 세계 배낭여행객들의 집합소이자 젊은이들의 해방구이다. 태국뿐만 아니라 동남아 여행을 계획하고 있는 여행자들에게 카오산 로드는 반드시 거쳐야 하는 관문이자 베이스캠프이기 때문이다. 이곳에서는 여행자 입맛에 맞는 다양한 음식도 먹을 수 있다. 방콕 왕궁과 왓 프라깨우가 있는 1 km 북쪽에 있다.

## 개요
태국어는 '카오'가 벼, 쌀, 밥 다 뜻하는데 '카오산'은 '쌀', 즉 '흰쌀'을 따로 일컫는 말이며, 이곳이 예전에 방콕 쌀거래의 중심지였음을 뜻한다. 그러나 20세기 말, 이곳은 세계 배낭여행자들의 유명한 주거지로 개발되었고, 1980년대를 거치며 세계에서도 유례를 찾기 힘든 여행자 거리로 번영을 거듭하고 있다. 카오산은 현재 쏘이 람부뜨리 Soi Rambutri와 타논 쌈쎈Thanon Samsen을 어우리는 방대한 지역으로 확장하였다. 카오산로드의 매력은 바로 ‘젊음’, 그리고 이곳이 ‘무국적 공간’이라는 데 있다. 400m 남짓한 짧고 복잡한 거리, 거리 양쪽을 차지하는 허름한 건물들, 이 건물들 사이에 걸린 네온사인이 이곳의 대표적인 이미지이다. 이곳은 전 세계에서 온 젊은 배낭족들로 넘쳐난다. 땅거미가 내리고 해가 뉘엿뉘엿 넘어가면 카오산로드는 비로소 활기를 띄기 시작한다. 허름한 건물들에 어지럽게 매달린 네온사인들은 카오산로드의 밤을 밝혀 준다.
카오산 로드에는 장기 여행자들에게 필요한, 박스형 메트리스 형식의 값싼 게스트하우스에서부터 3성급 호텔에 이르는 숙박 업소까지 값싼 숙소가 많다. 또한, 여행자들의 구미에 맞는 싸고 맛있는 다양한 음식, 인터넷 카페와 환전소, 태국 전역으로 연결되는 교통편과 투어 신청을 할 수 있는 여행사, 빨래방, 여행자 카페 등 여행에 필요한 모든 것이 해결되기 때문에 전 세계적인 명성을 얻게 되었다. 카오산 거리의 음식은 여행자들의 입맛에 맞춰져 있어 무엇을 골라도 큰 무리가 없다. 팟 타이(30B), 바나나 팬케익(30B), 스프링 롤(10B), 팔라펠(60B), 쌀국수(20~30B) 등이 쉽게 접할 수 있는 가벼운 음식이다. 여행자 거리답게 레스토랑은 물론 노천 식당도 즐비해 선택의 폭이 넓다.

## 같이 보기
- 바나나 팬케이크 트레일